# Ellen McLain
Ellen McLain es una actriz y actriz de voz estadounidense. Es conocida por interpretar la voz de GLaDOS, la principal antagonista de la saga de videojuegos Portal, Combine Overwatch en Half-Life 2, y Helen, la Administradora, quien lee los anuncios en Team Fortress 2.

## Vida personal
Nació el 1 de diciembre de 1952, en Nashville, Tennessee, Estados Unidos. Estudió en la Escuela de Artes de Carolina del Norte, y posteriormente en el Conservatorio de Nueva Inglaterra, en Boston[cita requerida]. Desde el 21 de diciembre de 1986 está casada con el actor de voz y compositor John Patrick Lawrie, con quien compartió elenco como actores de voz en Team Fortress 2. Ambos residen actualmente en Seattle.

## Carrera

### Ópera y teatro
Ellen siempre ha tenido un gusto por la ópera, lo que le ha llevado a trabajar en numerosas obras, como L’Allegro ed il Penseroso, de Handel, dirigida por George Shangrow junto a la Orquesta de Seattle, en 1992. En 2001 también realizó una gira a nivel nacional como Edith en «El Diario de Ana Frank» y realizó el papel de Hannah Mae en «White Chicks». Ganó un premio del Instituto Nacional de Teatro y Música en Washington D. C..

### Videojuegos
Gran parte de su carrera como actriz de doblaje en videojuegos, se debe a sus trabajos en Valve Corporation, valiéndole como logro el ser la única actriz que ha trabajado por completo en The Orange Box (franquicias Half-Life, Team Fortress, Portal)[cita requerida].
Prestó su voz a GLaDOS, la antagonista principal de la saga de videojuegos Portal, donde además interpretó los temas de créditos «Still Alive» y «Want You Gone», ambos escritos por Jonathan Coulton, además de la famosa ópera de las torretas, «Cara Mia Addio». Este trabajo le otorgó un premio en los Spike Video Game Awards a la categoría «Best Performance by Human Female». También fue la actriz de voz de la Administradora, en el videojuego de la misma compañía, Team Fortress 2 y la Witch en Left 4 Dead.
En 2020, interpretó a una de las personalidades de Delamain, en el episodio «Epistrophy: Coastview», en el videojuego Cyberpunk 2077, de CD Projekt Red

### Otros trabajos
Ha realizado numerosos cameos como GLaDOS en otros videojuegos ajenos a Portal, así como en cortos animados oficiales de promoción de las franquicias de Valve. Entre ellos, prestó su voz en el tema humorístico «Count to Three», del grupo The Chalkeaters, junto a Gabe Newell, cofundador y carismático presidente de Valve, donde se utilizaba el meme de Internet sobre Half-Life 3, y la dificultad de la mencionada empresa «para contar hasta tres».